# Molophilus umboiensis
Molophilus umboiensis är en tvåvingeart som beskrevs av Hynes 1988. Molophilus umboiensis ingår i släktet Molophilus och familjen småharkrankar. Inga underarter finns listade i Catalogue of Life.